# Felice Casorati (Mathematiker)

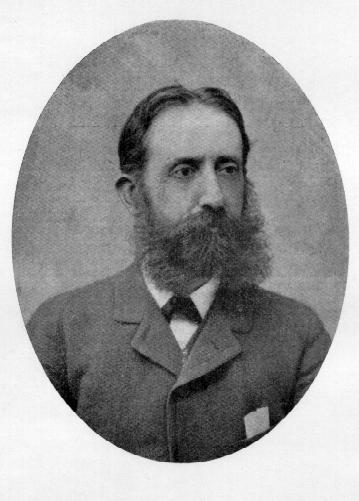
Felice Casorati

Felice Casorati (* 17. Dezember 1835 in Pavia; † 11. September 1890 in Casteggio) war ein italienischer Mathematiker. Felice Casorati ist vor allem durch den Satz von Weierstraß-Casorati bekannt.

## Leben
Casoratis erste Interessen galten der Architektur und dem Bauwesen. Er erlangte zunächst in diesen Fächern 1856 sein Diplom an der Universität von Pavia. Als Assistent von Francesco Brioschi lehrte er unter anderem Topologie und besuchte 1858 zusammen mit Enrico Betti Göttingen, Berlin und Paris. In diesen Studienreisen diskutierte er mit Leopold Kronecker und Karl Weierstraß die Grundlagen der Analysis. Nach seiner Rückkehr im Jahr 1859 nahm er eine außerordentliche Professur für Algebra und analytische Geometrie an der Universität von Pavia an. Im Jahr 1862 folgte die ordentliche Professur. Er hielt bis 1868 Vorlesungen in Geodäsie und Analysis. Es folgte ein Aufenthalt in Mailand bis 1875 und anschließend die Rückkehr nach Pavia, wo er bis zu seinem Tod Analysis lehrte.
1875 wurde er als ordentliches Mitglied in die Accademia dei Lincei aufgenommen. 1877 wurde er zum korrespondierenden Mitglied der Göttinger Akademie der Wissenschaften gewählt. 1886 wurde er als korrespondierendes Mitglied in die Preußische Akademie der Wissenschaften aufgenommen.
Das mathematische Institut der Universität Pavia ist nach ihm benannt.

## Werke (Auswahl)
- Teorica delle funzioni di variabili complesse. Fusi, Pavia 1868. (Digitalisat)
- Alcuni strumenti topografici a riflessione e le proprietà cardinali dei cannocchiali anche non centrati. Bernardoni, Mailand 1872. (Digitalisat)
- Opere. 2 Bände. Edizioni Cremonese, Rom 1951–1952.

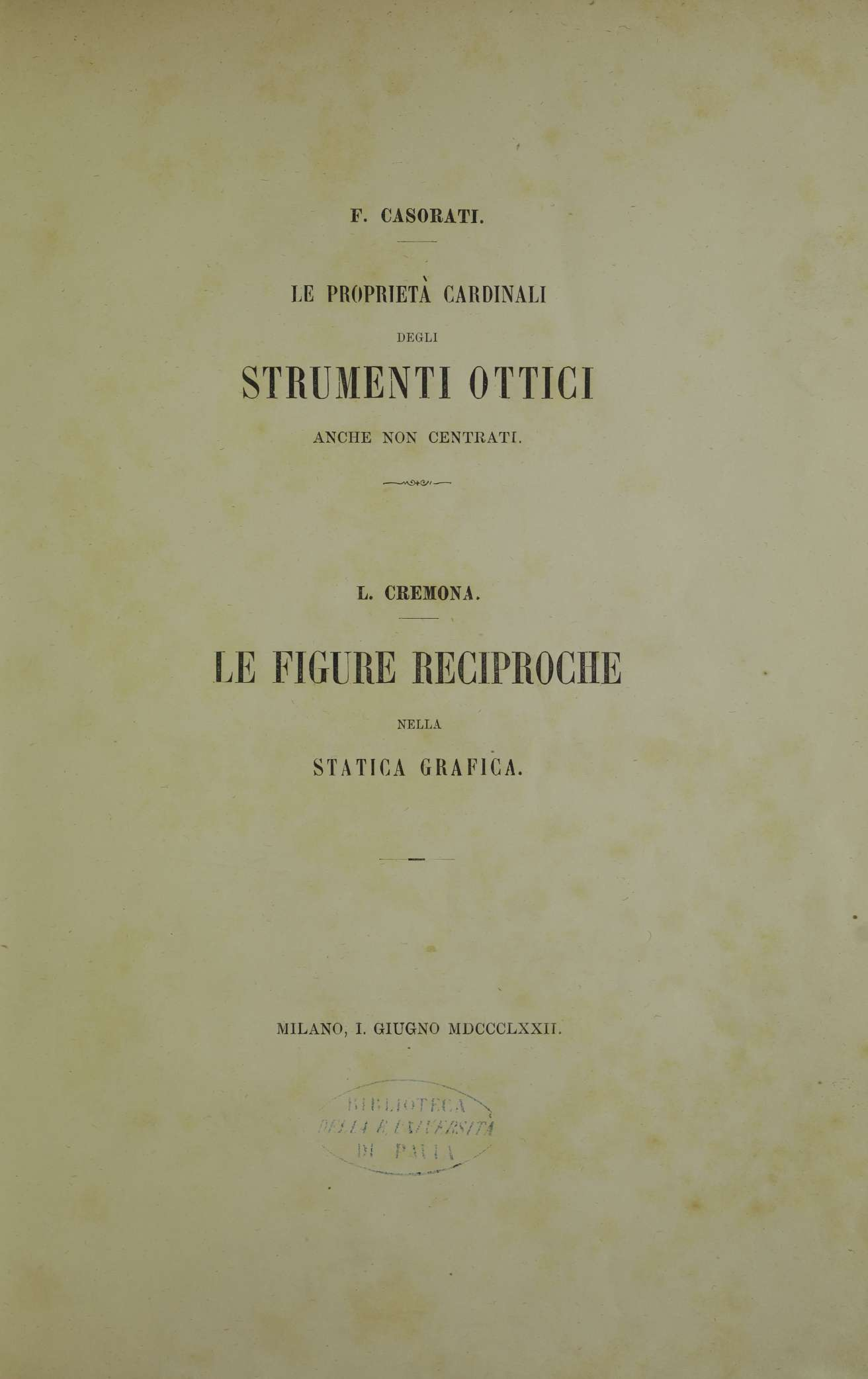
Le proprietà cardinali degli strumenti ottici anche non centrati, 1872